# Petite-Rosselle
Pour l’article homonyme, voir Grande-Rosselle.
Petite-Rosselle (en allemand : Kleinrosseln) est une commune française de l'agglomération de Forbach, située dans le département de la Moselle, en région Grand Est. Elle est localisée dans la région naturelle du Warndt et dans le bassin de vie de la Moselle-est à proximité immédiate de la ville de Forbach.

## Géographie

### Localisation
Petite-Rosselle se situe à la frontière franco-allemande, délimitée par la rivière Rosselle. De l’autre côté de la frontière, se trouve la ville allemande de Grande-Rosselle (Großrosseln).

### Géologie et relief
La superficie de la commune est de 505 hectares ; son altitude varie entre 190 et 313 mètres.

### Hydrographie

#### Réseau hydrographique
La commune est située dans le bassin versant du Rhin au sein du bassin Rhin-Meuse. Le territoire de la commune est traversé par la rivière Rosselle qui prend sa source à dans la commune de Boucheporn, dans le département de la Moselle en France. Elle forme la frontière entre la France et l'Allemagne entre Morsbach et Petite-Rosselle en France et Großrosseln en Allemagne. Elle se jette dans la Sarre, en Allemagne, aux environs de Völklingen. Sa longueur totale est de 38 kilomètres, dont 32,8 en France,.

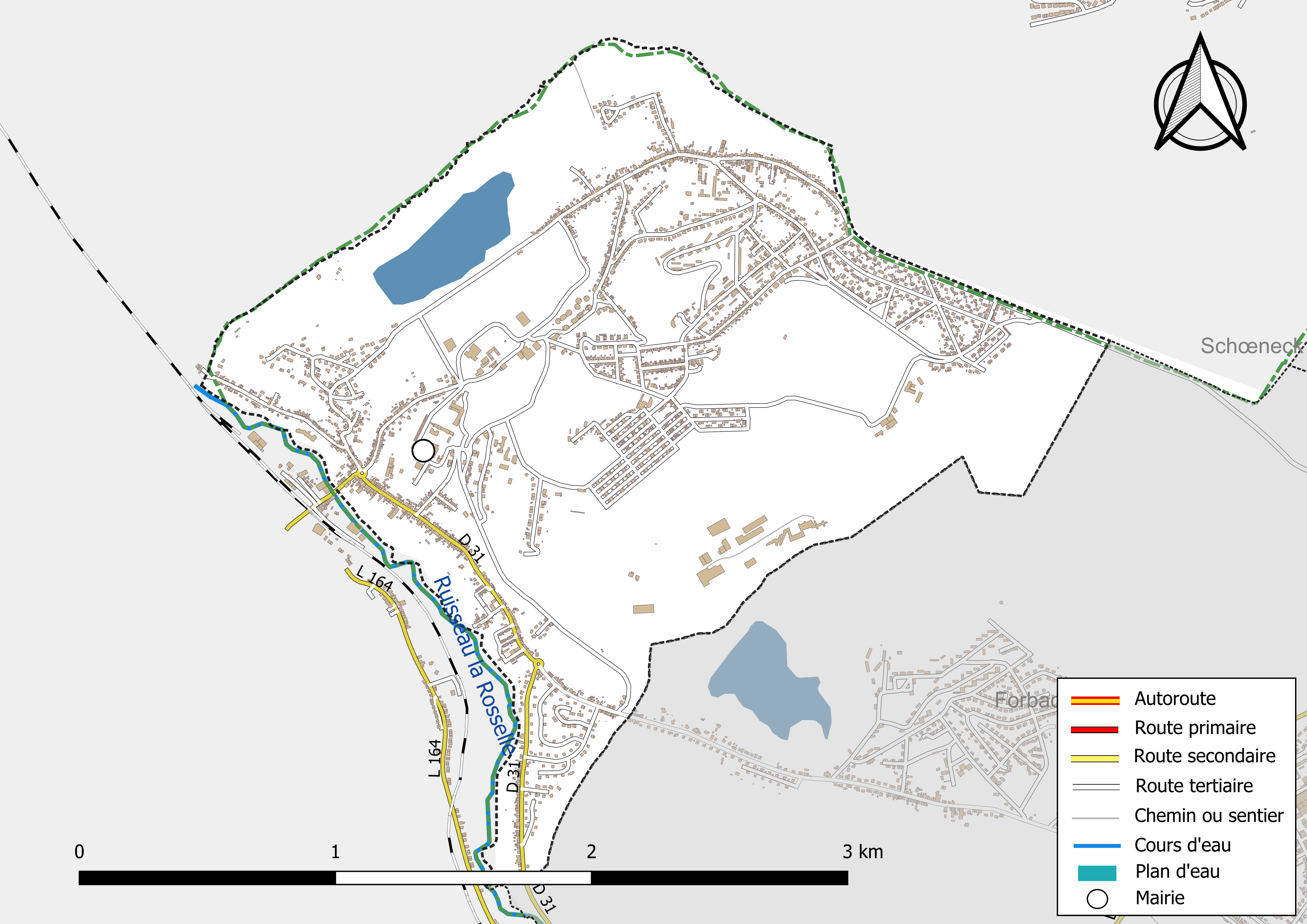
Réseaux hydrographique et routier de Petite-Rosselle.

#### Gestion et qualité des eaux
Le territoire communal est couvert par le schéma d'aménagement et de gestion des eaux (SAGE) « Bassin Houiller ». Ce document de planification, dont le territoire est approximativement délimité par un triangle formé par les villes de Creutzwald, Faulquemont et Forbach, d'une superficie de 576 km2, a été approuvé le 27 octobre 2017. La structure porteuse de l'élaboration et de la mise en œuvre est la région Grand Est. Il définit sur son territoire les objectifs généraux d’utilisation, de mise en valeur et de protection quantitative et qualitative des ressources en eau superficielle et souterraine, en respect des objectifs de qualité définis dans le SDAGE  du Bassin Rhin-Meuse.
La qualité du ruisseau la Rosselle peut être consultée sur un site dédié géré par les agences de l’eau et l’Agence française pour la biodiversité. Ainsi en 2020, dernière année d'évaluation disponible en 2022, l'état écologique du ruisseau la Rosselle était jugé mauvais (rouge).

### Climat
Pour des articles plus généraux, voir Climat du Grand Est et Climat de la Moselle.
En 2010, le climat de la commune est de type climat des marges montargnardes, selon une étude du Centre national de la recherche scientifique s'appuyant sur une série de données couvrant la période 1971-2000. En 2020, Météo-France publie une typologie des climats de la France métropolitaine dans laquelle la commune est exposée à un climat semi-continental et est dans la région climatique  Lorraine, plateau de Langres, Morvan, caractérisée par un hiver rude (1,5 °C), des vents modérés et des brouillards fréquents en automne et hiver. 
Pour la période 1971-2000, la température annuelle moyenne est de 9,7 °C, avec une amplitude thermique annuelle de 17,1 °C. Le cumul annuel moyen de précipitations est de 912 mm, avec 12,3 jours de précipitations en janvier et 9,8 jours en juillet. Pour la période 1991-2020, la température moyenne annuelle observée sur la station météorologique de Météo-France la plus proche, « Seingbouse », sur la commune de Seingbouse à 11 km à vol d'oiseau, est de 10,5 °C et le cumul annuel moyen de précipitations est de 731,4 mm. 
La température maximale relevée sur cette station est de 37,9 °C, atteinte le 25 juillet 2019 ; la température minimale est de −17 °C, atteinte le 20 décembre 2009,,. 
Les paramètres climatiques de la commune ont été estimés pour le milieu du siècle (2041-2070) selon différents scénarios d'émission de gaz à effet de serre à partir des nouvelles projections climatiques de référence DRIAS-2020. Ils sont consultables sur un site dédié publié par Météo-France en novembre 2022.

### Communes limitrophes
|                         | Sarrebruck (Allemagne) |         |
|                         | Petite-Rosselle        |         |
| Großrosseln (Allemagne) |                        | Forbach |

### Voies de communication et transports

#### Voies ferroviaires
La gare régionale la plus proche est celle de Forbach (pour les trajets en TER à destination de Metz ainsi que, depuis juin 2007 des trajets TGV (ICE) en partance pour Paris ou Francfort), Sarreguemines ou celle de Sarrebruck. La gare TGV de Forbach met Paris à 1 h 50 avec le TGV Est et Francfort à 2 h 20 en Allemagne

## Urbanisme

### Typologie
Au 1er janvier 2024, Petite-Rosselle est catégorisée ceinture urbaine, selon la nouvelle grille communale de densité à sept niveaux définie par l'Insee en 2022.
Elle appartient à l'unité urbaine de Sarrebruck (ALL)-Forbach (partie française), une agglomération internationale regroupant 15  communes, dont elle est une commune de la banlieue,,. Par ailleurs la commune fait partie de l'aire d'attraction de Sarrebruck (partie française), dont elle est une commune de la couronne,. Cette aire, qui regroupe 12 communes, est catégorisée dans les aires de 700 000 habitants ou plus (hors Paris),.

### Occupation des sols
L'occupation des sols de la commune, telle qu'elle ressort de la base de données européenne d’occupation biophysique des sols Corine Land Cover (CLC), est marquée par l'importance des territoires artificialisés (59,2 % en 2018), en diminution par rapport à 1990 (64,3 %). La répartition détaillée en 2018 est la suivante : 
zones urbanisées (50,7 %), forêts (32,5 %), zones industrielles ou commerciales et réseaux de communication (8,5 %), eaux continentales (5,1 %), milieux à végétation arbustive et/ou herbacée (3,2 %). L'évolution de l’occupation des sols de la commune et de ses infrastructures peut être observée sur les différentes représentations cartographiques du territoire : la carte de Cassini (XVIIIe siècle), la carte d'état-major (1820-1866) et les cartes ou photos aériennes de l'IGN pour la période actuelle (1950 à aujourd'hui).

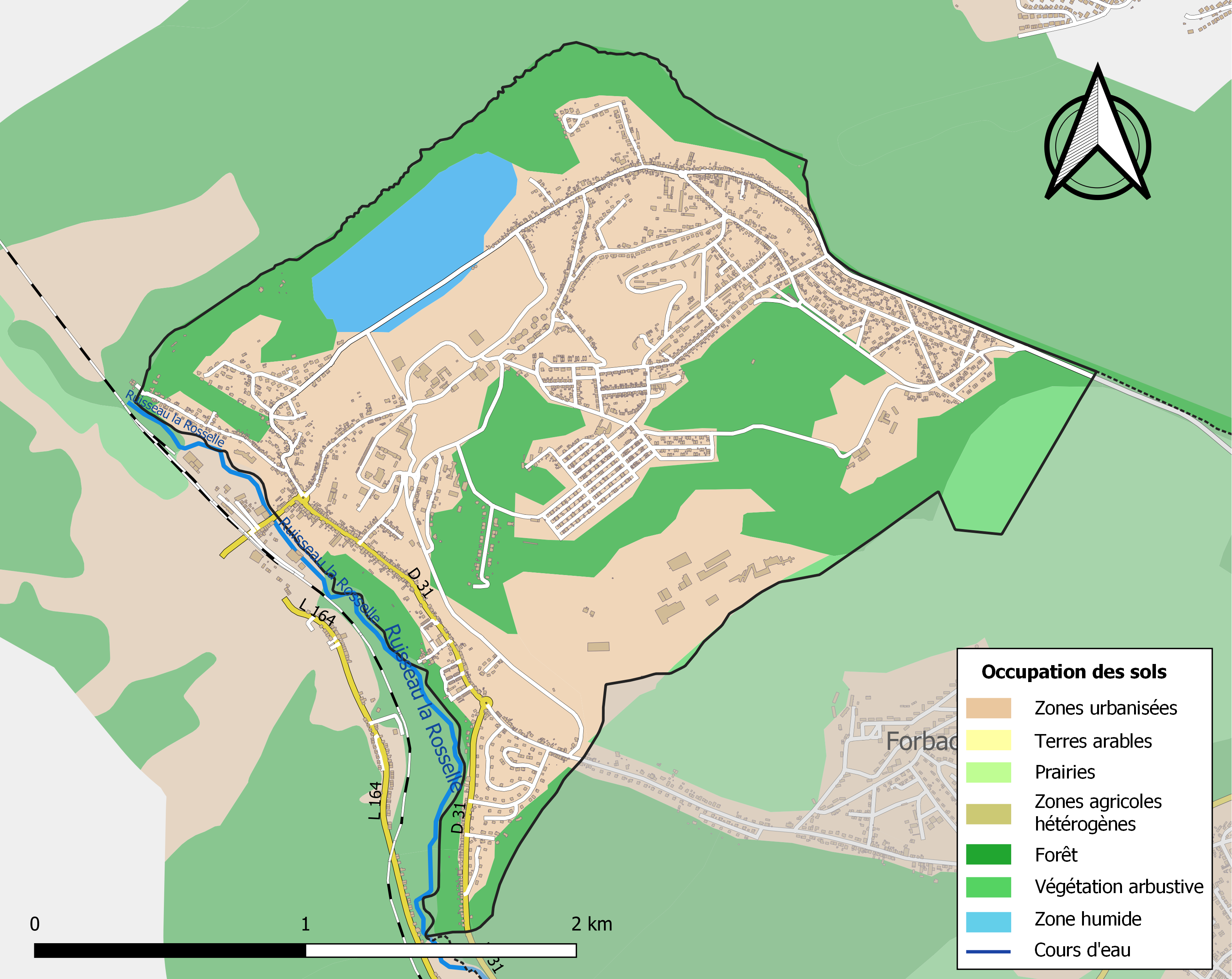
Carte des infrastructures et de l'occupation des sols de la commune en 2018 (CLC).

### Logement
En 2009, le nombre total de logements dans la commune était de 2 882, alors qu'il était de 2 712 en 1999.
Parmi ces logements, 92,8 % étaient des résidences principales, 0,6 % des résidences secondaires et 6,7 % des logements vacants. Ces logements étaient pour 64,7 % d'entre eux des maisons individuelles et pour 35,1 % des appartements.
La proportion des résidences principales, propriétés de leurs occupants était de 62,4 %, en sensible augmentation par rapport à 1999 (56,0 %). La part de logements HLM loués vides (logements sociaux) a beaucoup augmenté : 16,7 % contre 10,6 % en 1999, leur nombre ayant diminué de 721 à 705(.

## Toponymie
- La commune est mentionnée sous les noms de[18]: Rossella en 1290, Rosseln en 1365, Rosselen en 1577, Klein Rosseln en 1594, Klain-Rosselen en 1618, Klein-Rossels en 1624, Petite-Rosselen et Petit Rousseln en 1709, Rosseling et Rosselle-la-Petite en 1756, Rosselle en 1801, Klein-Rosseln (1871-1918).
- La commune est nommée Klän Rossle en francique lorrain et Kleinrosseln en allemand.

### Sobriquets
- Anciens sobriquets désignant les habitants[19] : Die Rossler Windbeidel (les fanfarons rossellois).

## Histoire
Petite-Rosselle partage une grande partie de son histoire avec la ville de Grande-Rosselle. En effet, la ville de Rosselle est fondée en 1290 et la séparation en deux communes distinctes ne se fait qu’en 1326. Ces deux villes ne sont séparées que par une rivière, la Rosselle.
Au cours de son histoire, Petite-Rosselle a été soit française, soit allemande. Comme les autres communes de l'actuel département de la Moselle, Petite-Rosselle est annexée à l’Empire allemand de 1871 à 1918. La commune connaît alors une période de prospérité.
Lorsque la Première Guerre mondiale éclate, les Mosellans se battent naturellement pour l’Empire allemand. Beaucoup de jeunes gens tomberont au champ d'honneur sous l’uniforme allemand, sur le Front de l’Est, mais aussi à l’Ouest, en particulier en France et dans les Flandres. Sujets loyaux de l'Empereur, les Rossellois accueillent cependant avec joie la fin des hostilités et la paix retrouvée. "Kleinrosseln" redevient Petite-Rosselle en 1918.
La Seconde Guerre mondiale et le drame de la seconde Annexion marqueront durablement les esprits. Au début des hostilités, les habitants sont évacués par les Français pendant quelques mois, en Charente, notamment à Mouthiers-sur-Boëme. Mais beaucoup de réfugiés reviennent en Moselle pour retrouver leur foyer, dès la fin 1940. Les premiers conscrits, incorporés de force dans l'armée allemande, partent à partir d'août 1942. Les civils ne sont pas épargnés. À partir de septembre 1944, l'armée américaine bombarde la région sans relâche. La commune ne sera libérée que le 13 mars 1945 après un long calvaire.
Depuis la découverte de charbon en 1856 par la famille de Wendel, l’exploitation minière a été la principale activité économique de la ville. Elle a été marquée par plusieurs catastrophes industrielles. Mais la société propriétaire de tous les puits de mines, les Houillères du Bassin de Lorraine (HBL), créées à la suite de l'ordonnance prise par le Général de Gaulle le 1er octobre 1944 portant nationalisation de toutes les sociétés d'exploitation de charbon, est une société qui n'a plus d'existence légale. Les puits de mines ne sont plus exploités depuis 2004 mais sont conservés dans un cadre muséographique. Longtemps en gestation et en travaux, cette mémoire du patrimoine minier et des « Gueules noires » est inaugurée en 2006 sous le nom de La mine, musée du Carreau Wendel.
Cette petite ville en développement est connue ; elle le sera de plus en plus grâce à son Musée de la mine qui doit devenir un établissement muséal relevant du Service des musées de France. Ce grand musée en expansion a inauguré dans le courant de l'année 2012 sa nouvelle tranche. Cette dernière est axée sur l'aspect social du mineur, sa vie, ses fêtes, sa famille et la Sainte-Barbe.

### Rattachements géographiques
- 843 : Francie médiane (Traité de Verdun)
- 925-1542 : Saint-Empire romain germanique - duché de Lorraine
- 1542-1766 : duché souverain de Lorraine
- 1766-1871 : France (duché de Lorraine jusqu'en fin 1789 puis département de la Moselle à compter de 1790)
- 1871-1918 : territoire annexé par les Allemands : devient alors un des deux composantes du « Reichsland Elsaß-Lothringen »
- 1918-1939 : France (département de la Moselle)
- 1940-1945 : deuxième annexion par les Allemands (période nazie)
- Depuis 1945 : France (département de la Moselle)

## Politique et administration

### Liste des maires
| Période                                  | Période      | Identité            | Étiquette     | Qualité                                                             |
| ---------------------------------------- | ------------ | ------------------- | ------------- | ------------------------------------------------------------------- |
| Les données manquantes sont à compléter. |              |                     |               |                                                                     |
| mai 1935                                 | 1939         | Alexandre Hoffmann  | SFIO          | Instituteur Conseiller général du canton de Forbach (1935 → 1940)   |
| septembre 1940                           | 1945         | Bernhardt Ortmann   |               |                                                                     |
| avril 1945                               | octobre 1947 | Armand Raspiller    |               |                                                                     |
| octobre 1945                             | octobre 1947 | Elfriede Hoffmann   |               |                                                                     |
| octobre 1947                             | mai 1953     | Paul Stourm         |               |                                                                     |
| mai 1953                                 | mars 1971    | Jean-Joseph Delange |               |                                                                     |
| mars 1971                                | mars 1989    | Adrien Ruby         |               |                                                                     |
| mars 1989                                | mars 2008    | Roger Walster       | DVG           |                                                                     |
| mars 2008                                | mai 2020     | Gerard Mittelberger | DVG puis LREM | Fonctionnaire 7e vice-président de la CA de Forbach Porte de France |
| mai 2020                                 | En cours     | Eric Federspiel     | DVD           |                                                                     |

### Finances communales
L'endettement par habitant était en 2013 de 373 €, en constante diminution depuis plusieurs années : 390 € en 2012, 442 € en 2011, 499 € en 2010, 563 € en 2009, 605 € en 2008.

### Jumelages
Au 1er novembre 2013, Petite-Rosselle est jumelée avec :
- Großrosseln  (Allemagne) depuis 1966 ;
- Spresiano  (Italie) depuis 1999.

Par ailleurs, la commune a signé un contrat de partenariat avec la commune française de Mouthiers-sur-Boëme.

## Population et société

### Démographie

#### Évolution démographique
L'évolution du nombre d'habitants est connue à travers les recensements de la population effectués dans la commune depuis 1800. Pour les communes de moins de 10 000 habitants, une enquête de recensement portant sur toute la population est réalisée tous les cinq ans, les populations de référence des années intermédiaires étant quant à elles estimées par interpolation ou extrapolation. Pour la commune, le premier recensement exhaustif entrant dans le cadre du nouveau dispositif a été réalisé en 2006.

En 2022, la commune comptait 6 176 habitants, en évolution de −2,86 % par rapport à 2016 (Moselle : +0,52 %, France hors Mayotte : +2,11 %).
| 1800 | 1806 | 1821 | 1836 | 1841 | 1861  | 1866  | 1871  | 1875  |
| ---- | ---- | ---- | ---- | ---- | ----- | ----- | ----- | ----- |
| 410  | 411  | 528  | 720  | 711  | 1 102 | 1 332 | 1 308 | 1 504 |

| 1880  | 1885  | 1890  | 1895  | 1900  | 1905  | 1910  | 1921  | 1926   |
| ----- | ----- | ----- | ----- | ----- | ----- | ----- | ----- | ------ |
| 1 830 | 2 128 | 2 510 | 4 346 | 4 381 | 5 063 | 6 908 | 8 969 | 10 392 |

| 1931  | 1936  | 1946  | 1954  | 1962  | 1968  | 1975  | 1982  | 1990  |
| ----- | ----- | ----- | ----- | ----- | ----- | ----- | ----- | ----- |
| 9 745 | 8 413 | 8 306 | 8 443 | 8 984 | 8 301 | 7 794 | 7 160 | 6 944 |

| 1999  | 2006  | 2011  | 2016  | 2021  | 2022  | - | - | - |
| ----- | ----- | ----- | ----- | ----- | ----- | - | - | - |
| 6 785 | 6 623 | 6 567 | 6 358 | 6 216 | 6 176 | - | - | - |

#### Pyramide des âges
La population de la commune est relativement jeune.
En 2018, le taux de personnes d'un âge inférieur à 30 ans s'élève à 33,1 %, soit en dessous de la moyenne départementale (33,6 %). À l'inverse, le taux de personnes d'âge supérieur à 60 ans est de 25,8 % la même année, alors qu'il est de 26,2 % au niveau départemental.
En 2018, la commune comptait 3 068 hommes pour 3 254 femmes, soit un taux de 51,47 % de femmes, légèrement supérieur au taux départemental (51,08 %).
Les pyramides des âges de la commune et du département s'établissent comme suit.
| Hommes | Classe d’âge | Femmes |
| ------ | ------------ | ------ |
| 0,3    | 90 ou +      | 1,4    |
| 6,7    | 75-89 ans    | 10,5   |
| 16,6   | 60-74 ans    | 16,1   |
| 24,1   | 45-59 ans    | 23,1   |
| 17,3   | 30-44 ans    | 17,5   |
| 18,6   | 15-29 ans    | 15,5   |
| 16,4   | 0-14 ans     | 15,9   |

| Hommes | Classe d’âge | Femmes |
| ------ | ------------ | ------ |
| 0,6    | 90 ou +      | 1,5    |
| 6,8    | 75-89 ans    | 9,5    |
| 17,2   | 60-74 ans    | 18,4   |
| 20,9   | 45-59 ans    | 20,5   |
| 19,5   | 30-44 ans    | 18,6   |
| 17,7   | 15-29 ans    | 15,7   |
| 17,4   | 0-14 ans     | 15,8   |

### Enseignement
Petite-Rosselle administre cinq écoles maternelles  (La Farandole, Les Marronniers, Les Mésanges, Vieille-Verrerie et Urselsbach) et deux écoles élémentaires (Jacques-Yves-Cousteau et Vieille-Verrerie).
Le département gère le collège Louis-Armand.

## Économie

### Revenus de la population et fiscalité
En 2010, le revenu fiscal médian par ménage était de 25 635 €, ce qui plaçait Petite-Rosselle au 22 000e rang parmi les 31 525 communes de plus de 39 ménages en métropole.

### Emploi
En 2009, la population âgée de 15 à 64 ans s'élevait à 4 359 personnes, parmi lesquelles on comptait 63,5 % d'actifs dont 52,4 % ayant un emploi et 11,1 % de chômeurs.
On comptait 2 804 emplois dans la zone d'emploi, contre 2 516 en 1999. Le nombre d'actifs ayant un emploi résidant dans la zone d'emploi étant de 2 294, l'indicateur de concentration d'emploi est de 40,1 %, ce qui signifie que la zone d'emploi offre  moins d'un emploi pour deux habitants actifs.
Évolution du taux de chômage
| Petite-Rosselle             | 12,1 % | 12,9 % |
| France                      | 10,4 % | 9,3 %  |
| Sources des données : Insee |        |        |

### Entreprises et commerces
Au 31 décembre 2010, Petite-Rosselle comptait 214 établissements : 1 dans l’agriculture-sylviculture-pêche, 9 dans l'industrie, 41 dans la construction, 117 dans le commerce-transports-services divers et 46 étaient relatifs au secteur administratif.
En 2011, 38 entreprises ont été créées à Petite-Rosselle, dont 28 par des autoentrepreneurs.

## Culture locale et patrimoine

### Lieux et monuments

#### Édifices civils
- Le musée du carreau Wendel propose au public une visite dans les galeries souterraines de la mine, la fameuse descente au fond, grâce à la réalisation d’une présentation unique au monde : la mine, grandeur nature[35].
- Durant sept ans, de 2005 à 2011, fin août, au pied du puits Vuillemin ont eu lieu les représentations du spectacle son et lumière Les Enfants du Charbon écrit par Sylvie Dervaux qui en assure également la mise en scène et la direction artistique. 300 figurants et techniciens bénévoles ont participé au montage et à l’interprétation des 27 tableaux du spectacle, servis par une technique impressionnante : projection d’images et de vidéos monumentales, lasers couleurs de grandes puissances, effets pyrotechniques et bruitages impressionnants. Cet événement recevra ainsi plus de 100 000 spectateurs transfrontaliers attirant également un public d’autres régions de France[36].
- Quartier de la Vieille-Verrerie.
- Carreau minier Vuillemin-Wendel.
- La statue du mineur érigée en 1956 pour le centenaire de la première extraction de charbon au Puits St. Charles.
- Le monument aux morts des guerres 1914-1918 et 1939-1945.
- La tombe de sept des victimes du coup de grisou au Puits Vuillemin le 15 mars 1907.

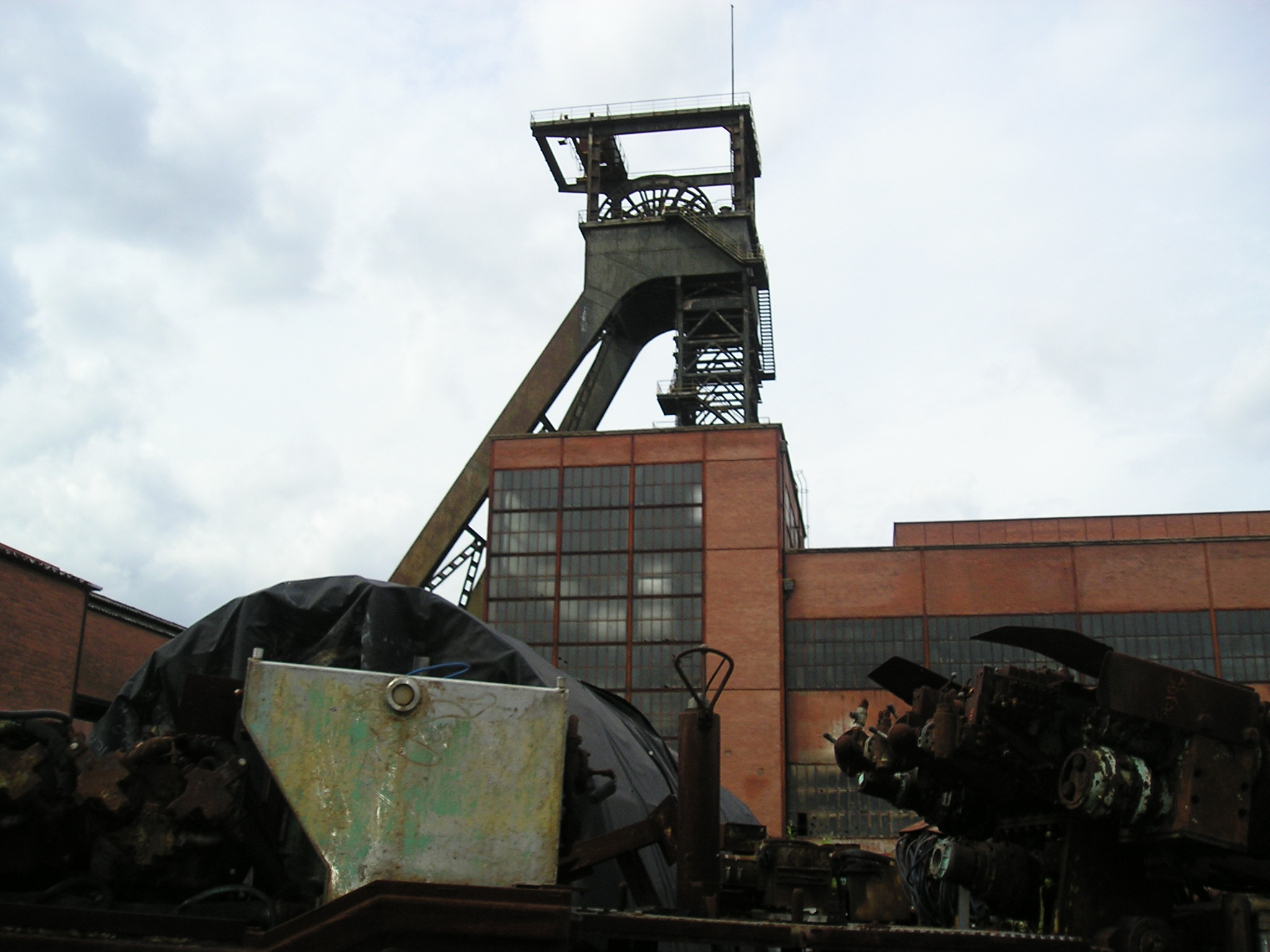
Chevalement du carreau Wendel.
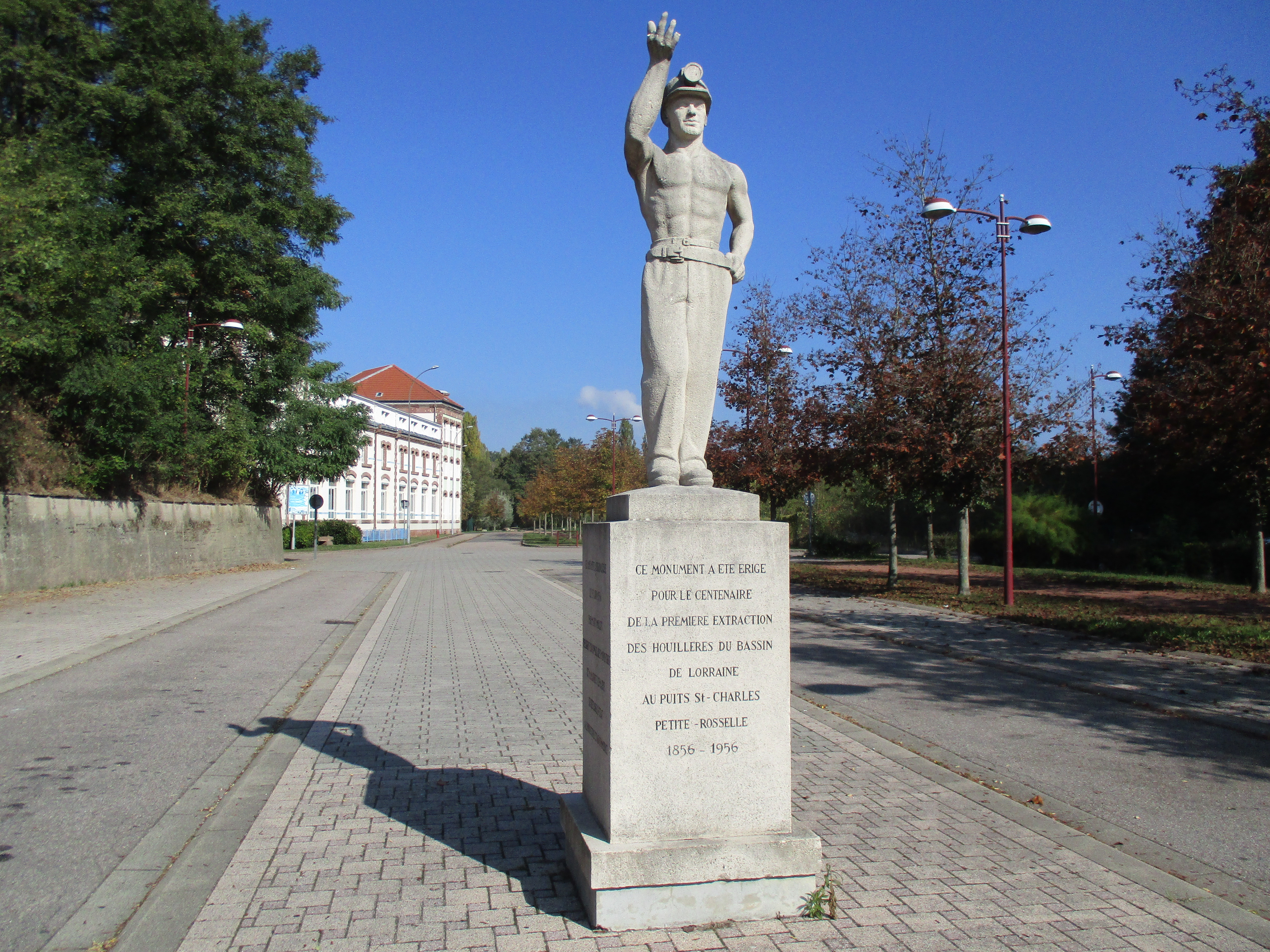
Statue du mineur.
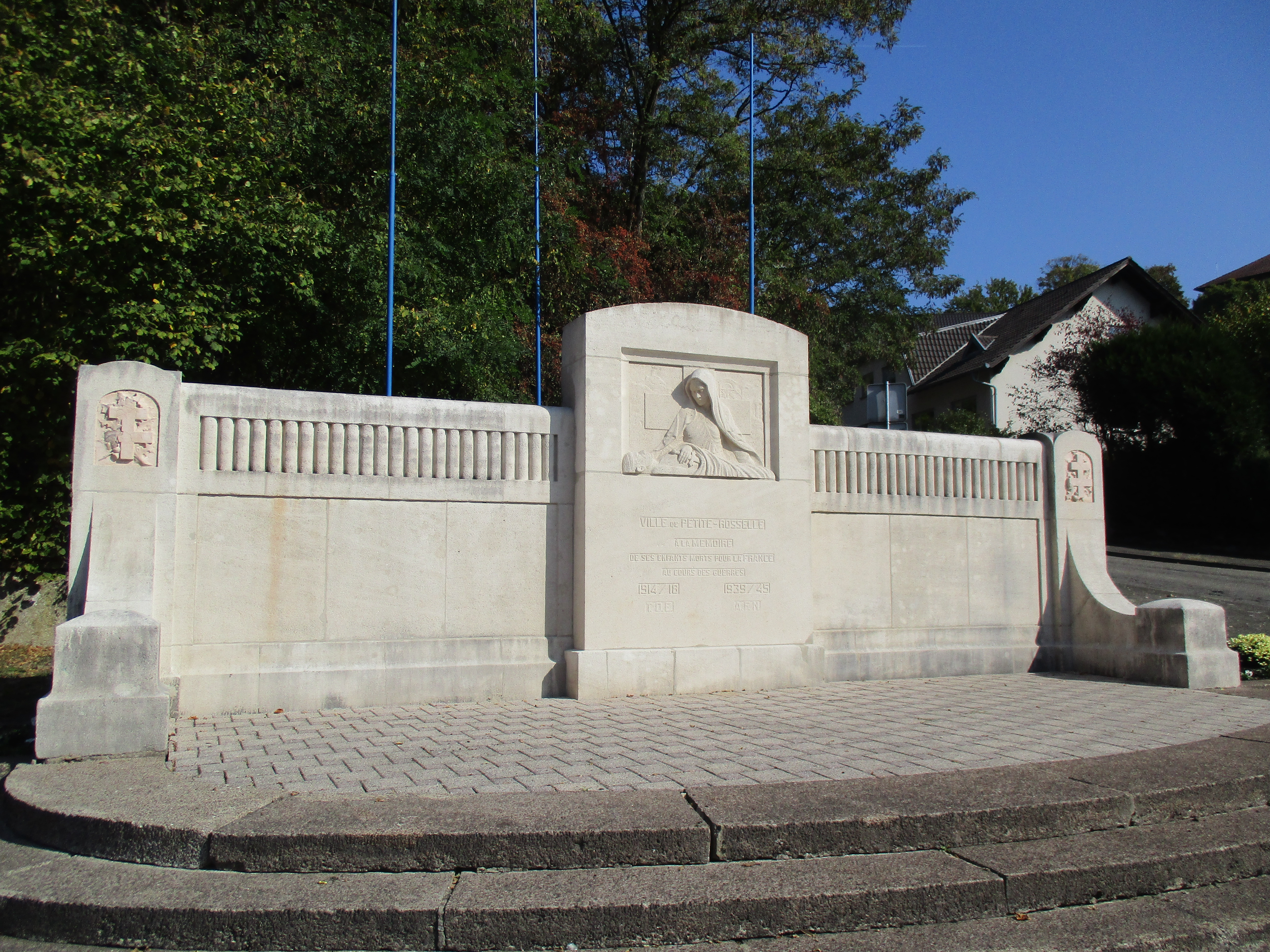
Monument aux morts.
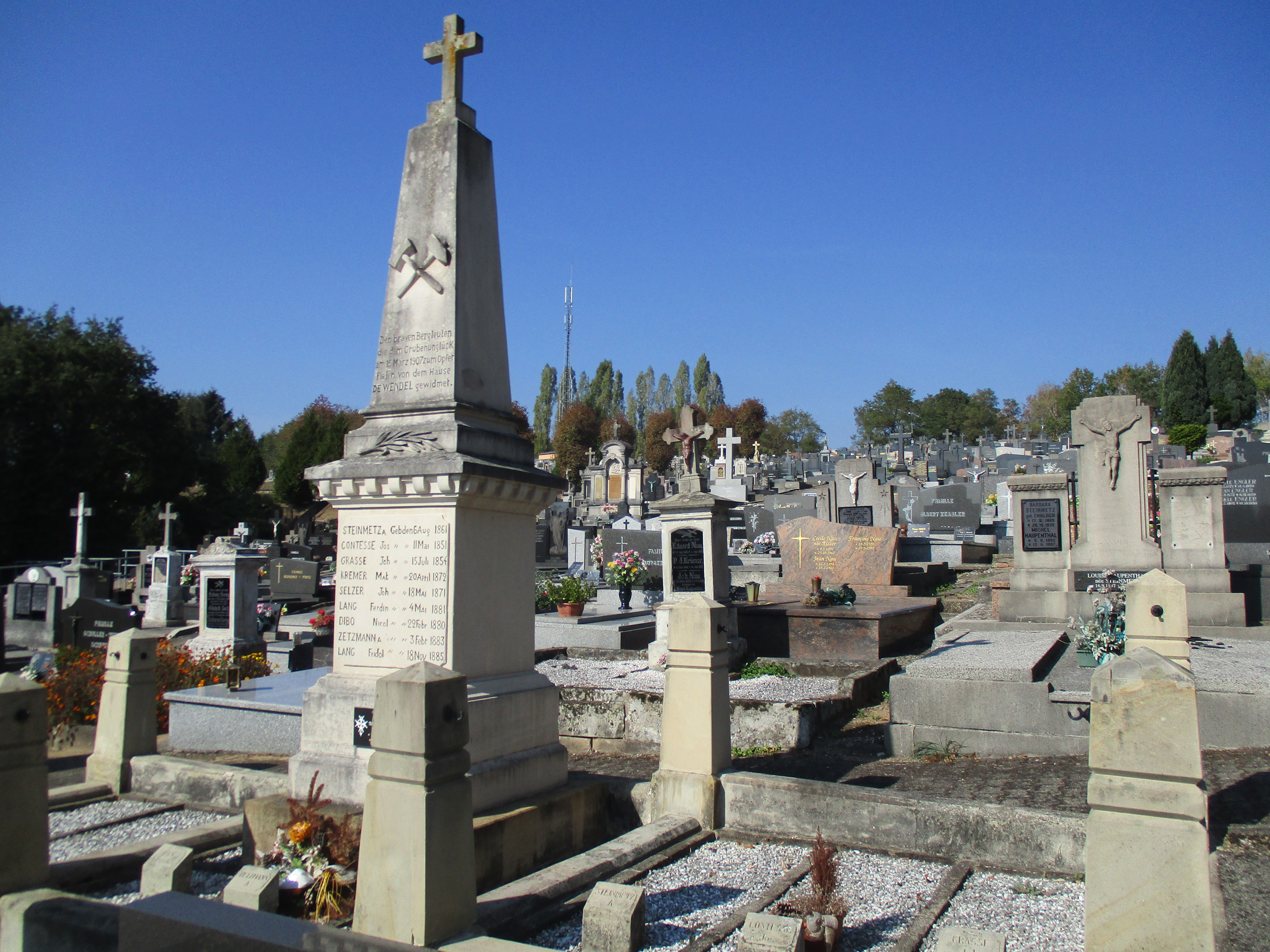
Tombe des victimes du Puits Vuillemin.
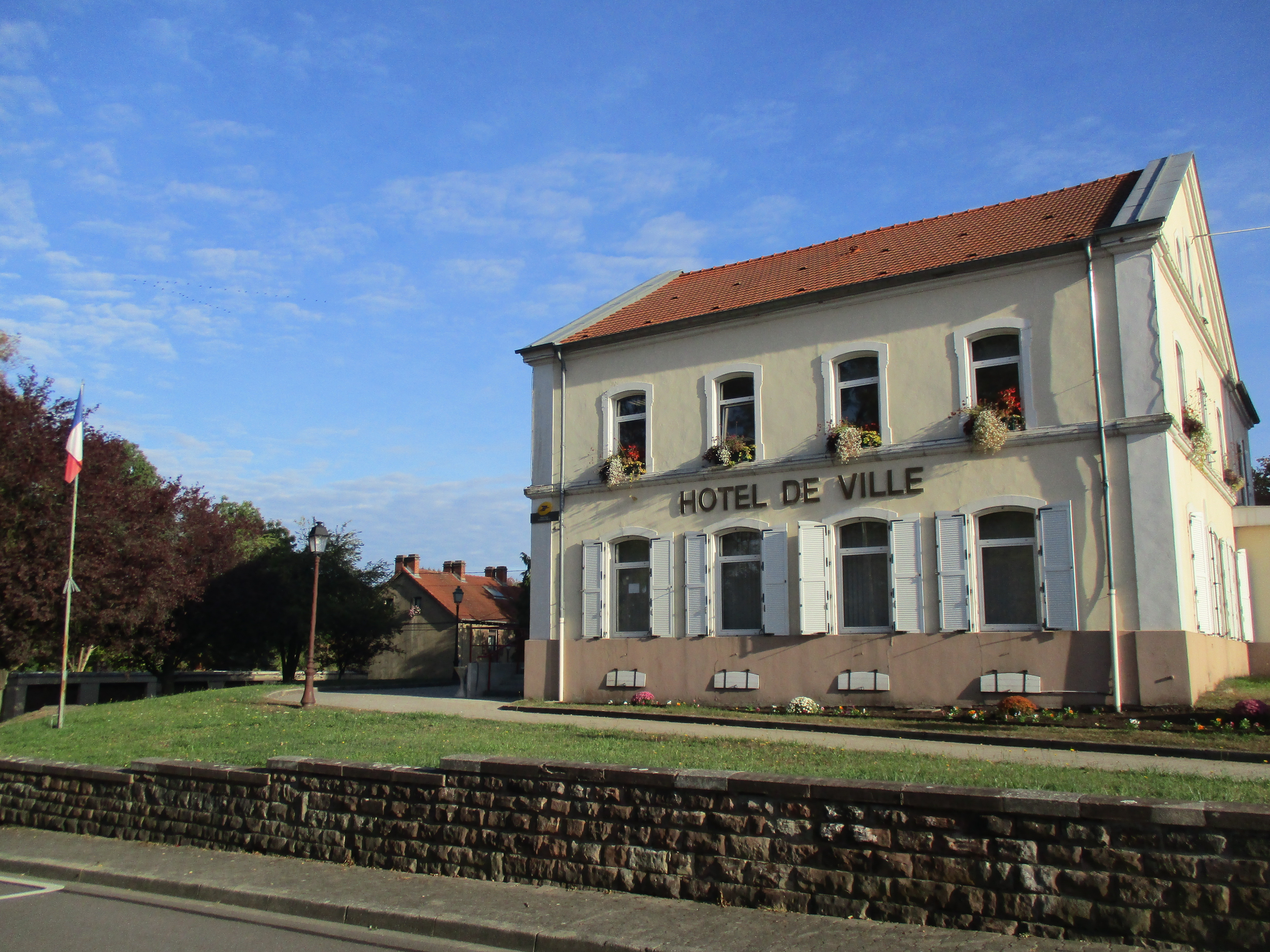
Hôtel de Ville.

#### Édifices religieux
- Église moderne Saint-Théodore (1955), par l'architecte Joseph Madeline.
- Église Saint-Joseph (Vieille-Verrerie) du XXe siècle.
- Chapelle Sainte-Marie-Madeleine construite entre 1896-1899 à Urselsbach.
- Église luthérienne, Impasse du Temple, la première construite en 1914 et détruite en 1944, la deuxième construite entre 1959 et 1960.
- Église néo-apostolique rue de la Vallée.

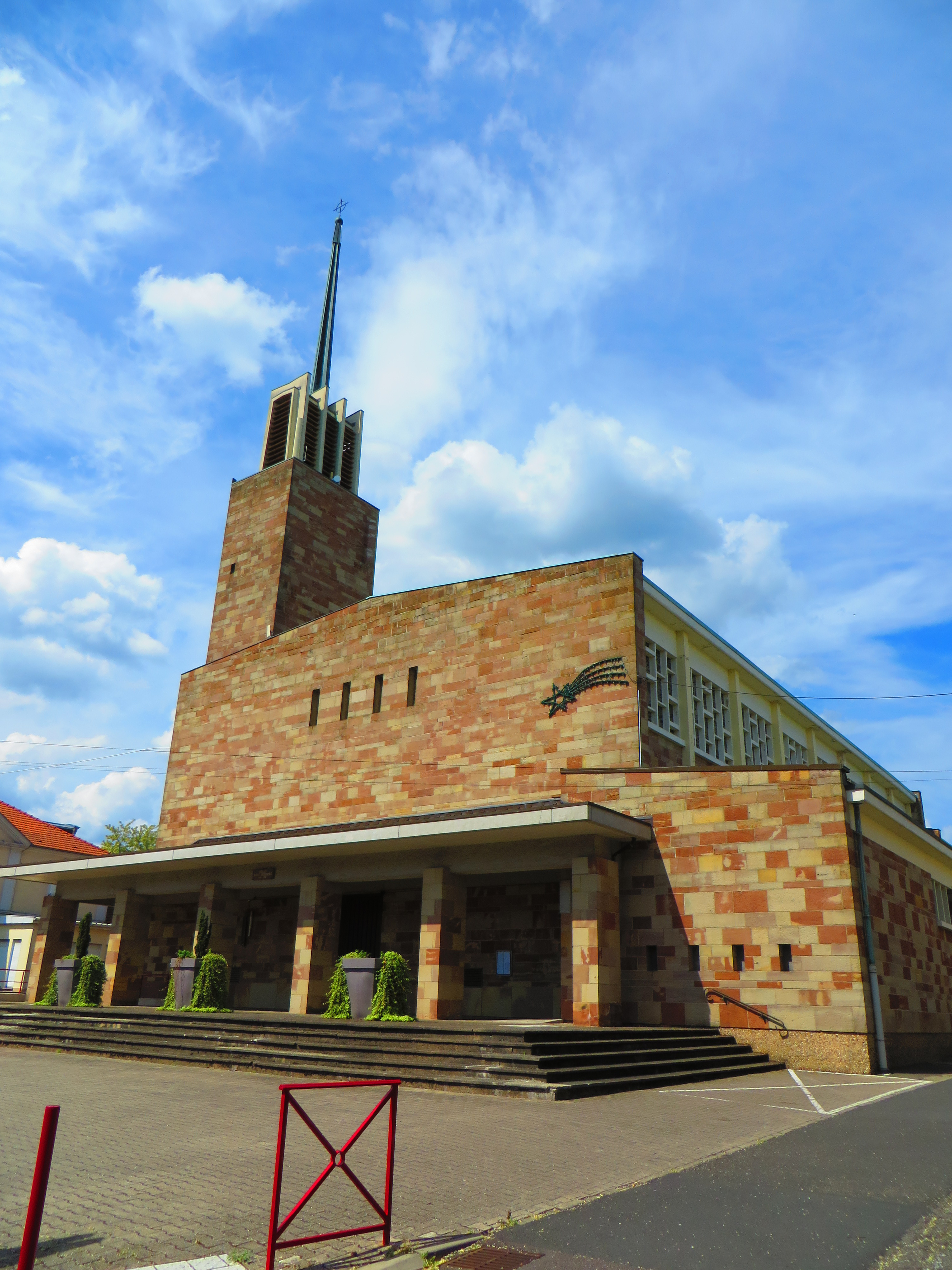
Église Saint-Théodore.
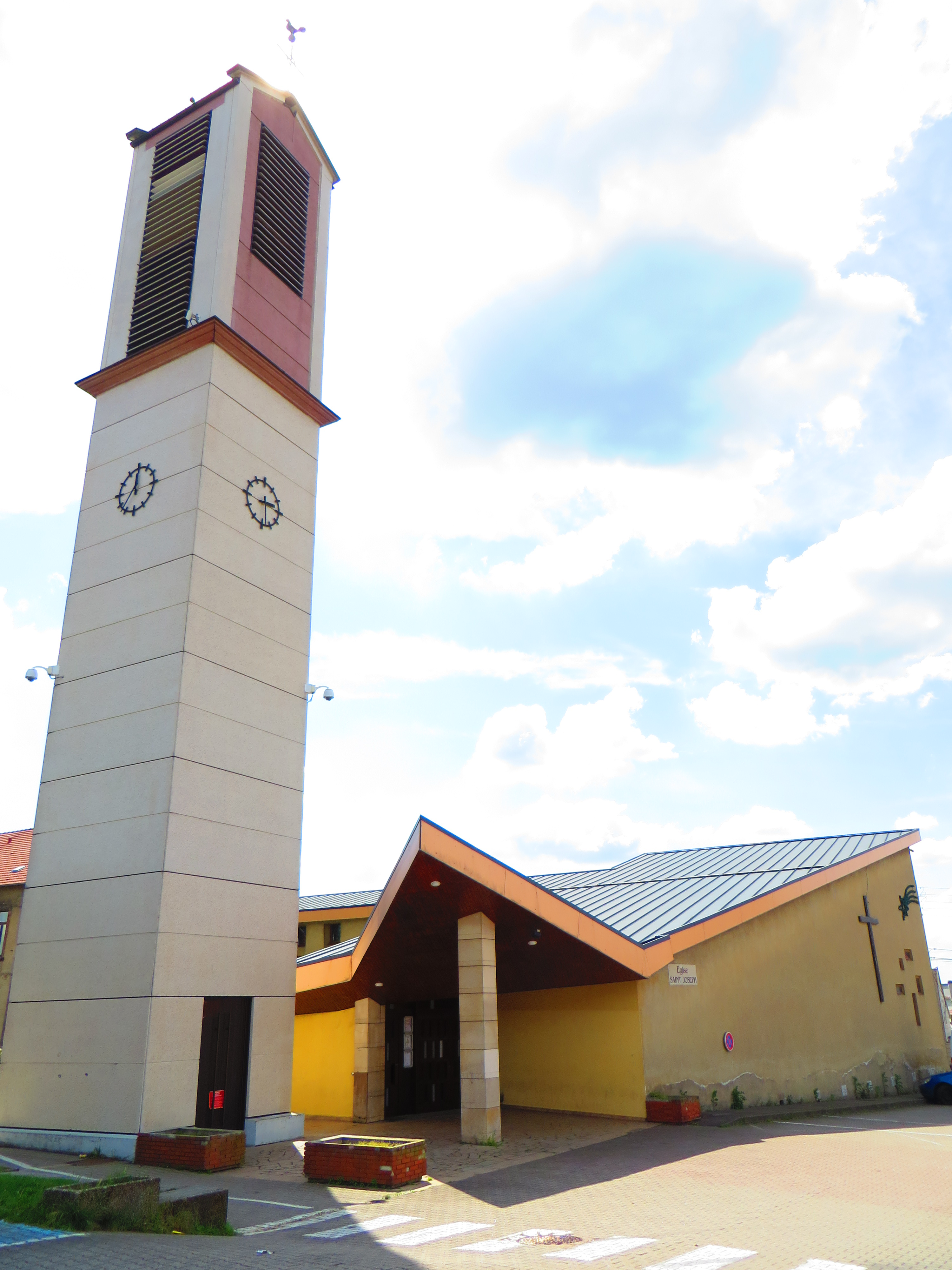
Église Saint-Joseph.
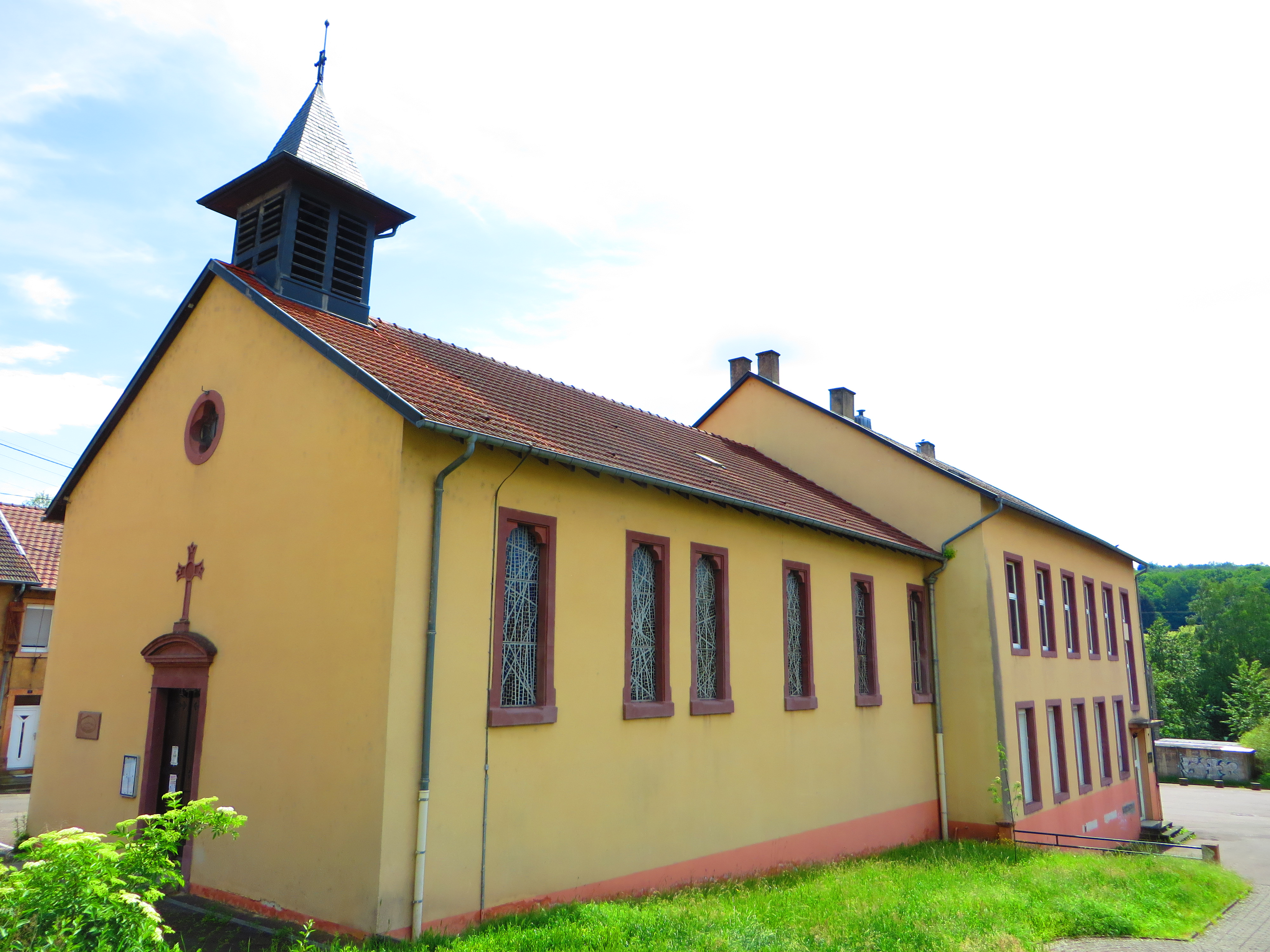
Chapelle Sainte-Marie-Madeleine de Urselsbach.
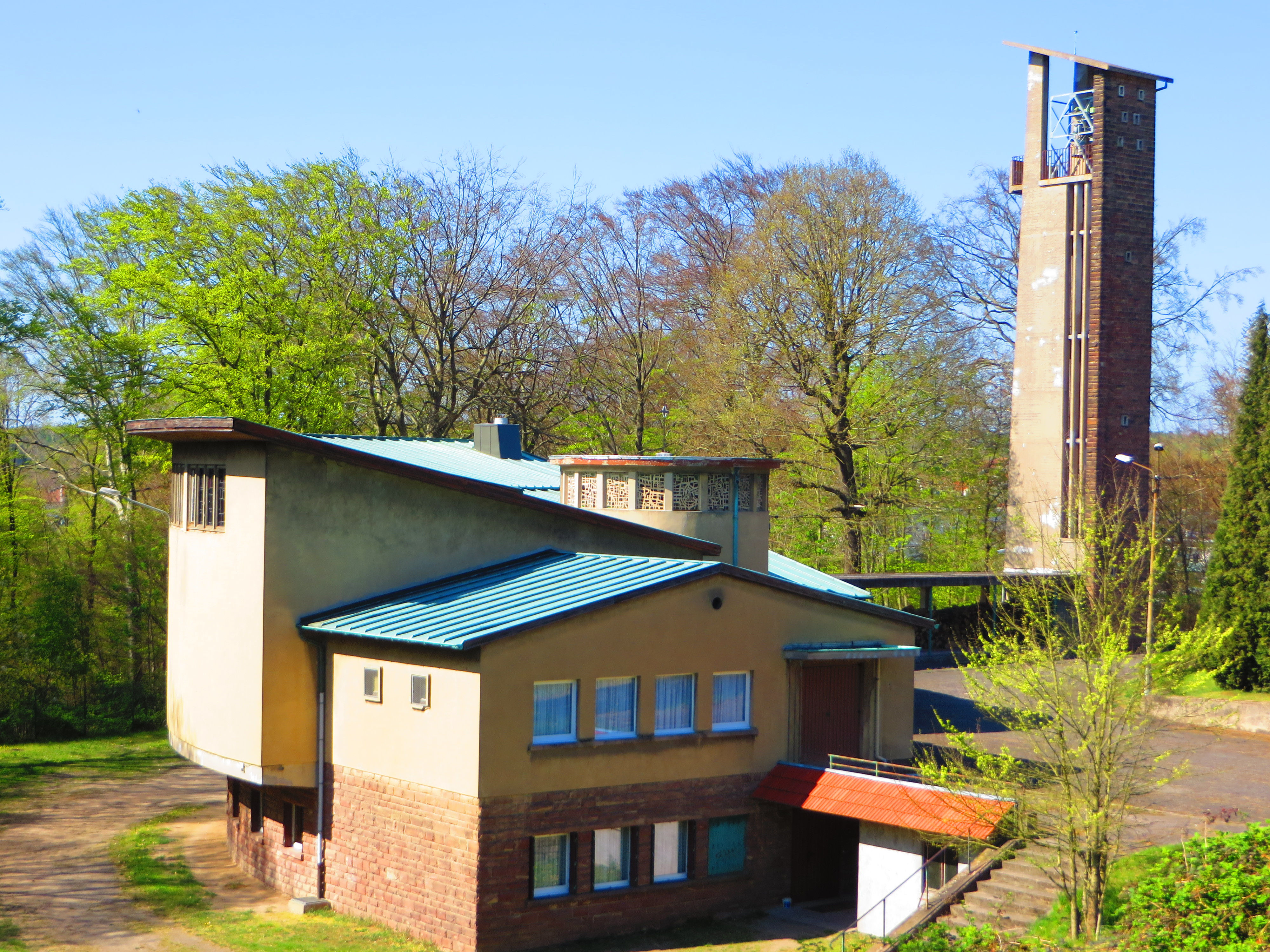
Église luthérienne.
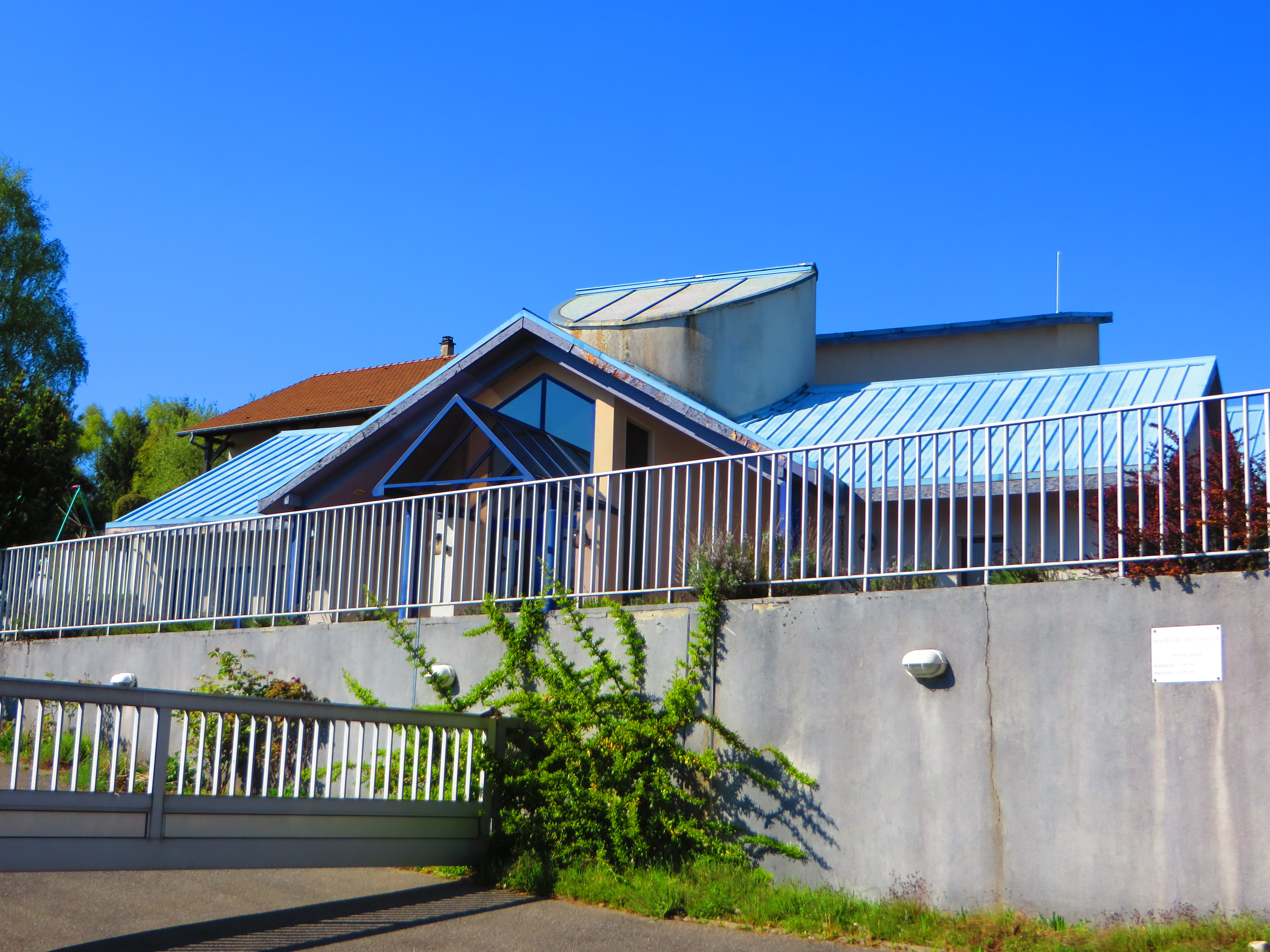
Église néo-apostolique.

#### Salles municipales
- La Concorde
- Le Foyer

#### Loisirs
- L'étang du Schafbach. Amicale des pêcheurs de Petite-Rosselle et Grossrosseln.

### Personnalités liées à la commune
- Mathilde Amos (1881-1967), collectionneuse française d’art moderne.
- Jean Cavaillès (1903-1944), philosophe et résistant français, lieutenant du 43e R.I.C., en poste à Forbach et à Petite-Rosselle en septembre 1939, Compagnon de la Libération.
- Gabrielle Bouffay (1930-), a passé son enfance à Petite-Rosselle.
- Marcello Viotti (1954-2005), chef d'orchestre suisse, a vécu plusieurs années à Petite-Rosselle[37].
- Claudine Loquen (1965-), peintre, sculptrice, illustratrice, y a vécu et fut élève à l'école élémentaire Vieille Verrerie[38].
- Céline Géraud (1968-), judokate et animatrice de télévision.
- Alain Schmitt (1983-), judoka français.
- Marina Viotti (1986-), chanteuse lyrique franco-suisse, a vécu plusieurs années à Petite-Rosselle[39].

### Héraldique
| Blason de Petite-Rosselle | Blason  | D'argent à deux bandes de gueules, à la lampe de mineur de sable, allumée de gueules brochant en barre |
| Blason de Petite-Rosselle | Détails | Le statut officiel du blason reste à déterminer.                                                       |

## Pour approfondir